# Nerazio Cereale
Nerazio Cereale (latino: Neratius o Naeratius Cerealis; fl. 328-358) è stato un politico romano, senatore dell'Impero romano, praefectus urbi di Roma e console.

## Biografia
Era fratello di Galla, moglie di Giulio Costanzo, e fratellastro di Vulcacio Rufino. Ebbe probabilmente un figlio di nome Nerazio Scopio.

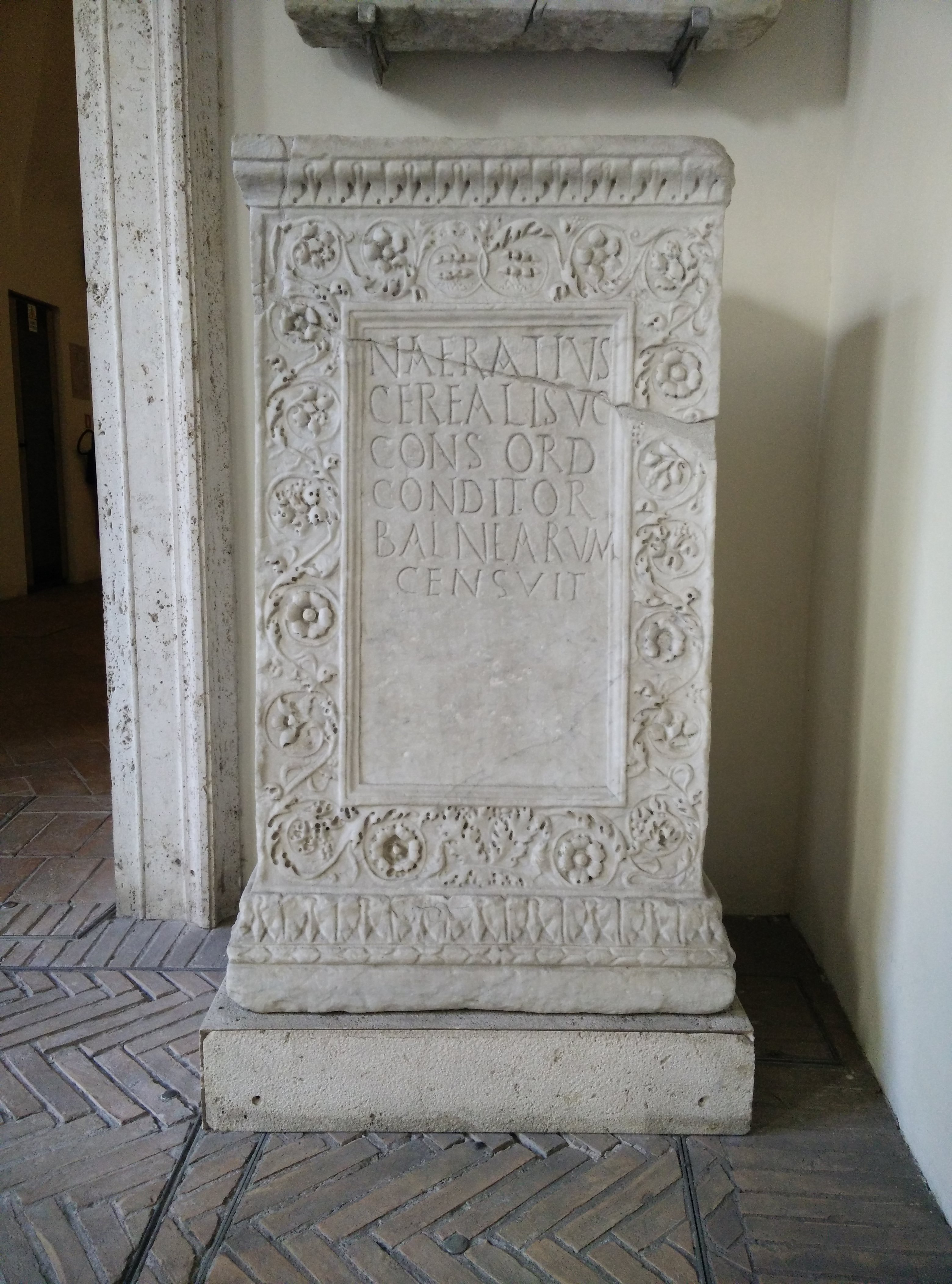
Base proveniente dai balnea Neratii Cerealis sull'Esquilino.

Possedeva dei balnea scoperti sull'Esquilino nel 1873, i balnea Neratii Cerealis, tra la chiesa costruita da papa Liberio (ora nota come basilica di Santa Maria Maggiore) e la basilica di Giunio Annio Basso; si trattava forse della domus Neratiorum, famiglia di rango senatoriale del secondo secolo, cui avrebbe aggiunto intorno al 360 i balnea.
Fu prefetto dell'annona nel 328.
Nella tarda estate del 351 fece parte della corte istruita a Sirmio per processare Fotino, mentre l'usurpatore Magnenzio era a Roma; probabilmente Cereale rimase con l'imperatore Costanzo II fino al 352, quando venne proclamato praefectus urbi (26 settembre), poco dopo che Magnenzio aveva abbandonato la città. Tra i suoi atti come praefectus fu l'abolizione delle cassette di sicurezza a disposizione dei senatori poste nel Foro di Traiano e chiese che fossero destinate a Roma le forniture di grano inviate a Capua, Puteoli e altre città della Campania. Terminò il suo mandato l'8 dicembre 353. Dinanzi l'arcata destra dell'Arco di Settimio Severo nel Foro Romano, tra l'arco e la Curia, si vede sulle lastre di travertino il basamento di una statua equestre, innalzata, secondo l'iscrizione, all'imperatore Costanzo II dal prefetto della città, Nerazio Cereale. L'imperatore viene celebrato nell'epigrafe (CIL VI, 1158) come restitutor urbis et orbis, extinctor pestiferae tyrannidis: quest'ultima frase allude alla sua vittoria sull'usurpatore Magnenzio.
Fu console nel 358.
Sofronio Eusebio Girolamo riporta la risposta della giovane vedova Marcella a una proposta di matrimonio avanzata da Cereale quando era ormai in là con gli anni: la donna rispose che se avesse voluto risposarsi avrebbe scelto un marito, non una eredità.